# William L. Higgins

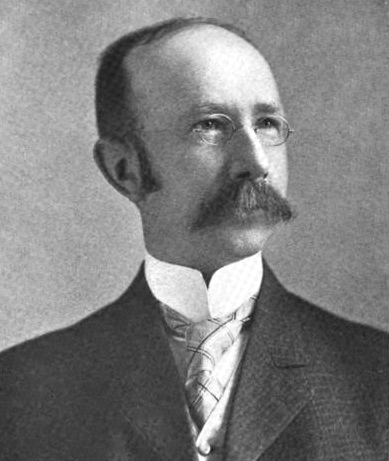
William L. Higgins, 1908

William Lincoln Higgins (* 8. März 1867 in Chesterfield, Hampshire County, Massachusetts; † 19. November 1951 in Norwich, Connecticut) war ein US-amerikanischer Politiker. Zwischen 1933 und 1937 vertrat er den zweiten Wahlbezirk des Bundesstaates Connecticut im US-Repräsentantenhaus.

## Werdegang
William Higgins besuchte die öffentlichen Schulen seiner Heimat in Massachusetts. Danach studierte er in New York City bis 1890 Medizin. Nach seiner im gleichen Jahr erfolgten Zulassung als Arzt begann er in Willington (Connecticut) in seinem neuen Beruf zu arbeiten. Im Jahr 1891 zog er nach South Coventry.
Higgins war Mitglied der Republikanischen Partei. Zwischen 1905 und 1927 saß er mehrfach als Abgeordneter im Repräsentantenhaus von Connecticut; von 1909 bis 1911 gehörte er dem Staatssenat an. Zwischen 1917 und 1932 war er Stadtrat in Coventry, von 1921 bis 1932 amtierte er als Landrat (County Commissioner) im Tolland County. Von 1928 bis 1832 war Higgins als Secretary of State der geschäftsführende Beamte der Staatsregierung von Connecticut. In den Jahren 1928, 1932 und 1936 besuchte er als Delegierter die jeweiligen Republican National Conventions.
1932 wurde er im zweiten Distrikt von Connecticut in das US-Repräsentantenhaus in Washington, D.C. gewählt, wo er am 4. März 1933 die Nachfolge von Richard P. Freeman antrat. Nach einer Wiederwahl im Jahr 1934 konnte er bis zum 3. Januar 1937 im Kongress verbleiben. Damals wurden viele der New-Deal-Gesetze der Bundesregierung unter Präsident Franklin D. Roosevelt im Kongress verabschiedet. Higgins’ Partei stand diesen Maßnahmen aber eher kritisch gegenüber. Bei den Wahlen des Jahres 1936 unterlag Higgins dem Demokraten William J. Fitzgerald.
Nach dem Ende seiner Zeit im US-Repräsentantenhaus zog sich William Higgins aus der Politik zurück und arbeitete wieder als Arzt. Er starb am 19. November 1951 in Norwich.